# Championnat international de Formule 3000 1989
Navigation
Édition précédente Édition suivante
Le championnat international de F3000 1989 a été remporté par le Français Jean Alesi, sur une Reynard-Mugen de l'écurie Jordan Racing. 

## Règlement sportif
- L'attribution des points s'effectue selon le barème 9,6,4,3,2,1 (comme en Formule 1 à la même période).

## Calendrier
| No. | Date         | Evenement                     | Circuit                      | Lieu                 | Pays        |
| --- | ------------ | ----------------------------- | ---------------------------- | -------------------- | ----------- |
| 1   | 9 avril      | BRDC International Trophy     | Circuit de Silverstone       | Silverstone          | Royaume-Uni |
| 2   | 30 avril     | Gran Premio di Roma           | Circuit de Vallelunga        | Campagnano di Roma   | Italie      |
| 3   | 15 mai       | Grand Prix de Pau             | Circuit de Pau-Ville         | Pau                  | France      |
| 4   | 4 juin       | Gran Premio de Jerez de F3000 | Circuit permanent de Jerez   | Jerez de la Frontera | Espagne     |
| 5   | 23 juillet   | Gran Premio del Mediterraneo  | Circuit d'Enna-Pergusa       | Enna                 | Italie      |
| 6   | 20 août      | Daily Mail Trophy             | Circuit de Brands Hatch      | Longfield            | Royaume-Uni |
| 7   | 28 août      | Halfords Birmingham Superprix | Circuit de Birmingham        | Birmingham           | Royaume-Uni |
| 8   | 16 septembre | Grand Prix de Belgique F3000  | Circuit de Spa-Francorchamps | Francorchamps        | Belgique    |
| 9   | 24 septembre | Grand Prix du Mans F3000      | Circuit Bugatti              | Le Mans              | France      |
| 10  | 22 octobre   | Grand Prix F3000 de Dijon     | Circuit Dijon-Prenois        | Prenois              | France      |

## Classement des pilotes
| Classement | Pilote                 | Pays        | Voiture          | Écurie       | Nombre de points |
| ---------- | ---------------------- | ----------- | ---------------- | ------------ | ---------------- |
| 1er        | Jean Alesi             | France      | Reynard-Mugen    | Jordan       | 39               |
| 2e         | Érik Comas             | France      | Lola-Mugen       | DAMS         | 39               |
| 3e         | Éric Bernard           | France      | Lola-Mugen       | DAMS         | 25               |
| 4e         | Marco Apicella         | Italie      | Reynard-Judd     | First        | 23               |
| 5e         | Eric van de Poele      | Belgique    | Lola-Cosworth    | GA           | 19               |
| 6e         | Andrea Chiesa          | Suisse      | Reynard-Cosworth | Roni         | 15               |
| 7e         | Thomas Danielsson (en) | Suède       | Reynard-Cosworth | Madgwick     | 14               |
| 8e         | Martin Donnelly        | Royaume-Uni | Reynard-Mugen    | Jordan       | 13               |
| 9e         | Eddie Irvine           | Royaume-Uni | Reynard-Mugen    | Pacific      | 11               |
| 10e        | Fabrizio Giovanardi    | Italie      | March-Judd       | First        | 9                |
| 11e        | Mark Blundell          | Royaume-Uni | Reynard-Cosworth | Middlebridge | 8                |
| 12e        | Claudio Langes         | Italie      | Lola-Cosworth    | Forti        | 7                |
| 13e        | Philippe Favre (en)    | Suisse      | Lola-Cosworth    | GA           | 6                |
| 14e        | JJ Lehto               | Finlande    | Reynard-Mugen    | Pacific      | 6                |
| 15e        | Andrew Gilbert-Scott   | Royaume-Uni | Lola-Cosworth    | GA           | 4                |
| 16e        | Alain Ferté            | France      | Reynard-Cosworth | Cobra        | 3                |
| 17e        | Emanuele Naspetti      | Italie      | Reynard-Cosworth | Roni         | 2                |
| 17e        | Gary Evans             | Royaume-Uni | Reynard-Cosworth | Madgwick     | 2                |
| 17e        | Gary Brabham           | Australie   | March-Judd       | Leyton House | 2                |
| 17e        | Stéphane Proulx        | Canada      | Lola-Cosworth    | GA           | 2                |